# Vanguard (Schiff, 1945)
Die Vanguard, auch HMS Vanguard (Kennung: 23), war ein Schlachtschiff der britischen Royal Navy. Sie lief erst 1944 vom Stapel und ist damit bis heute das letzte gebaute Schlachtschiff der Welt.

## Planungsphase
Anfang 1939 war der Admiralität klar, dass die Fertigstellung der beiden Schlachtschiffe der Lion-Klasse nicht vor 1943 beendet sein würde. Als das größte Hindernis stellte sich vor allem der Bau der 406-mm-Geschütze dar. Daher regte DNC Stanley Goodall den Bau eines einzigen Schlachtschiffes mit den 381-mm-Geschützen der Courageous und Glorious an, die in den 1920er Jahren zu Flugzeugträgern umgerüstet worden waren. Am 17. Juli 1939 übermittelte DNC Goodall drei Entwürfe mit den Bezeichnungen 15A, 15B und 15C mit einer Verdrängung von 38.000 tn.l. bis 40.000 tn.l. an die Admiralität. Am 27. Februar 1940 folgte ein weiterer Entwurf mit der Bezeichnung 15D. Am 20. Mai wurde der Entwurf 15D genehmigt und nach weiteren Änderungen wurde am 17. April 1941 der Auftrag zum Bau des Schiffes erteilt.

## Geschichte
Die Vanguard wurde am 2. Oktober 1941 in Clydebank auf Kiel gelegt, am 30. November 1944 von Prinzessin Elisabeth vom Stapel gelassen und am 15. Oktober 1945 unter dem Kommando von Kapitän William Gladstine Agnew in Dienst gestellt. Die lange Zeit zwischen Kiellegung und Fertigstellung war neben einem Mangel an Facharbeitern wiederholten Änderungen am Entwurf des Schiffes geschuldet. So wurde die Panzerung mehrmals geändert, die Treibstofftanks vergrößert und weitere Waffen installiert. Nach der Indienststellung verbrachte das Schiff mehrere Monate mit Probefahrten, bis im August mit dem Umbau für die bevorstehende Reise von George VI. nach Südafrika begonnen wurde. Nachdem die Umbauten im Dezember abgeschlossen waren, unternahm die Vanguard eine Testfahrt in den Atlantik und besuchte auf der Rückreise Gibraltar. Zunächst von den Zerstörern Orwell, Obedient, Offa, Opportune und Rotherham eskortiert, traf das Schiff am 1. Februar 1947 auf die Homefleet, wo es von der Nelson und der Duke of York sowie dem Flugzeugträger Implacable mit einem 21-Kanonen-Salut empfangen wurde. Am 17. Februar erreichte die Vanguard Kapstadt. Während König George VI. zusammen mit seiner Familie das Land besuchte, führte das Schiff Übungsmanöver mit den dort stationierten Schiffen der südafrikanischen Marine durch und besuchte unter anderem Saldanha, East London, Port Elizabeth und Durban. Am 22. April kehrte der König und seine Familie auf die Vanguard zurück, verließ am 24. April Südafrika und erreichte am 11. Mai Portsmouth. Im Juli wurde das Schiff zur Überholung in Devonport ausgemustert und nach Abschluss der Arbeiten im August 1948 wieder in den aktiven Dienst gestellt. Am 1. März 1949 wurde die Vanguard zum Flaggschiff der Mittelmeerflotte unter dem Kommando von Admiral Arthur Power und besuchte anschließend Algerien, Frankreich, Italien, Zypern, Libyen, Libanon, Griechenland und Ägypten, bevor sie am 21. Juli wieder in Devonport eintraf. Am 12. November wurde sie zum Flaggschiff des Ausbildungsgeschwaders der Homefleet unter Konteradmiral Edward Evans-Lombe. Am 13. September 1950 wurde das Schiff zum Flaggschiff der Homefleet ernannt und nahm zusammen mit der Royal Canadian Navy und der Mittelmeerflotte an mehreren Übungsmanövern teil. Am 19. Dezember wurde die Vanguard von der Indomitable als Flaggschiff abgelöst und am 10. Februar 1951 wurde sie bei einer Kollision mit der Indomitable bei Gibraltar leicht beschädigt. Am 15. Juni 1953 nahm sie an der Flottenschau in Spithead anlässlich der Krönung von Elisabeth II. teil und im September beteiligte sie sich am NATO-Manöver exercise mariner.
Im September 1954 folgte das NATO-Manöver Exercise Medflex Able und für den Rest des Jahres führte sie Verteidigungsübungen gegen U-Boote und Flugzeuge durch. Am 11. Juli besuchte sie Helsingborg und wurde von König Gustav VI. Adolf inspiziert. Am 25. September wurde die Vanguard für eine Überholung in Devonport ausgemustert und anschließend der Reserve unterstellt. Am 28. November 1955 wurde sie zum Flaggschiff der Reserve unter dem Kommando von Vizeadmiral Richard Onslow. Am 7. Juni 1960 wurde das Schiff außer Dienst gestellt und für 560.000 Pfund an British Iron & Steel Co. zum Abwracken verkauft.

## Technik
Das Schiff war über alles 248,20 Meter lang, 32,90 Meter breit und hatte bei einer Verdrängung zwischen 44.500 tn.l. und 51.420 tn.l. einen Tiefgang von 10,62 Metern.

### Antrieb
Die Vanguard war mit vier Parsonsturbinen ausgestattet, die jeweils eine Welle antrieben und insgesamt 130.000 PS (95.615 kW) entwickelten, mit der sie eine Höchstgeschwindigkeit von 30 Knoten (56 km/h) erreichte. Der Dampf wurde von acht Admiralty-Kesseln mit einer Verbrennungstemperatur von 371° Celsius und mit einem Arbeitsdruck von 24 bar geliefert. Das Schiff konnte maximal 4.423 tn.l. Heizöl bzw. 427 tn.l. Diesel mitführen, was ihm bei 15 Knoten (28 km/h) eine Reichweite von 8.250 Seemeilen (15.280 km) ermöglichte. Der taktische Durchmesser betrug bei 937 m 30 Knoten und bei 854 m 10 Knoten (18 km/h). Als Hilfsmaschinen standen vier Dieselgeneratoren mit einer Leistung von 611 PS (450 kW), vier Turbogeneratoren mit 650 PS (480 kW) sowie sechs Luftkompressoren zur Verfügung. Die Besatzung des Schiffes bestand aus 1893 Offizieren und Mannschaft.

### Bewaffnung
Die Hauptbewaffnung bestand aus acht 381-mm-Geschützen in vier Geschütztürmen zwei vor und zwei hinter den Aufbauten mit den Bezeichnungen A", "B", "X" und "Y" von vorn nach achtern. Die Geschütze waren auf Mk I/N RP-12-Lafetten mit einem Seitenrichtbereich von −150 bis +150 Grad montiert. Die Kanonen selbst wogen 855 tn.l. und hatten bei einer maximalen Elevation von 30,5° und einer Mündungsgeschwindigkeit von 732 m/s eine Reichweite von 29.720 m. Sie verschossen 879 kg schwere Granaten mit einer Kadenz von ca. 2 Schuss pro Minute. Die Sekundärbewaffnung bestand aus sechzehn 133-mm-Geschützen in acht Zwillingsgeschütztürmen neben den Aufbauten, zwei auf jeder Breitseite. Zur Flugabwehr waren 73 Bofors-40-mm-Fla-Geschütze installiert, die sich auf den vorderen und hinteren Aufbauten befanden.

### Sensoren, Feuerleitsystem, Energieversorgung
Die Vanguard verfügte über eine Fernsteuerung für ihre Haupt-, Sekundärgeschütze sowie über den Admiralty Fire Control Table Mk X für die Feuerleitung der Hauptbewaffnung. Für die 381 mm-Geschütze standen zwei Feuerleitrechner sowie ein Feuerleitradar des Typs 274 bereit. Für die 130 mm-Kanonen standen vier Mark 37-Feuerleitrechner zur Verfügung, die jeweils ein Feuerleitradar Typ 275 trugen. Jede Mk VI-sechsfach-Lafette der 40 mm Flak war mit einem separaten Nahbereichsfeuerleitrechner ausgestattet, der mit einem Typ 262-Zielverfolgungsradar versehen war. Das Schiff verfügte über vier Turbogeneratoren mit einer Leistung von 480 Kilowatt und vier Dieselgeneratoren mit einer Leistung von 450 Kilowatt, die die gemeinsame Ringleitung mit 220 Volt versorgten.

### Panzerung
Der Panzergürtel aus Krupp-Zementstahl erstreckte sich über 140,20 m von der vorderen Barbette bis zur hinteren. Er war mittschiffs 356 mm dick und vereinigte sich mit 305-mm-Querschotten, die die zentrale Zitadelle abschlossen. Davor und dahinter verjüngte er sich auf 51 mm an seinen Enden. Die Geschütztürme, waren an der Front mit 330 mm und am Rücken mit 279 mm gepanzert. Die Seiten waren 177 mm dick und das Dach 152 mm dick. Die Barbetten für die 381-mm-Kanonen waren zwischen 279 und 330 mm dick und die 133-mm-Geschütztürme waren rundherum mit 64 mm Panzerung versehen. Das gepanzerte Deck war mittschiffs 152 mm und verjüngte sich auf 127 mm über den Magazinen und dem Maschinenraum. Davor verjüngte sie sich bis auf 50 mm bis zum Bug und dahinter auf 64 mm bis zum Heck. Der Kommandoturm war mit Panzerungen zwischen 64 mm und 76 mm geschützt.

## Bemerkungen
1. ↑  Die Taufe und der Stapellauf wurden geheim gehalten. Da man einen möglichen Luftangriff fürchtete, sollten Informationen nicht zu früh an die Öffentlichkeit gelangen.